# DNH 7
DNH 7, es el nombre de catálogo, conocido comúnmente por Eurydice, de un cráneo fósil de Paranthropus robustus, de una antigüedad de entre 1,5 y 2 millones de años (dentro del Pleistoceno, en el Calabriense o el Gelasiense ) hallado por R. Smith y André W. Keyser en 1992, en Drimolen, Sudáfrica, y descrito en 2000 por él segundo de ellos.
Las iniciales DNH del nombre corresponden a Drimolen Hominid, Sudáfrica.

## Taxonomía y descripción
Actualmente [2020], existe consenso en la asignación de DNH 7 a Paranthropus robustus.
Eurydice es un cráneo y una mandíbula, los más completos de los encontrados de P. robustus, considerado de una hembra de morfología singular, su tamaño es muy inferior a SK 48, que sería de un macho. Tanto el maxilar como la mandíbula conservan la dentición. Se deformó lateralmente durante la fosilización. Los terceros molares emergidos indican una edad adulta del ejemplar.